# Dendropsophus meridianus
Espèce
Synonymes
- Hyla misera meridiana Lutz , 1954
- Hyla meridiana Lutz , 1954

Statut de conservation UICN

 LC  : Préoccupation mineure
Dendropsophus meridianus est une espèce d'amphibiens de la famille des Hylidae.

## Répartition
Cette espèce est endémique du Sud et l'Est du Brésil.

## Publication originale
- Lutz , 1954 : The Frogs of the Federal District of Brazil, Memórias do Instituto Oswaldo Cruz, vol. 52, no 1, p. 207-226 (texte intégral).